# Langbogbreen
Der Langbogbreen (norwegisch für Lange-Krümmung-Gletscher) ist ein 30 km langer Gletscher im ostantarktischen Königin-Maud-Land. Im südöstlichen Teil des Gebirges Sør Rondane fließt er in östlicher Richtung zum Mjellbreen.
Wissenschaftler des Norwegischen Polarinstituts benannten ihn 1973 deskriptiv.